# Annifo
Annifo is een plaats (frazione) in de Italiaanse gemeente Foligno.